# Egyszínű rigó
Az egyszínű rigó (Turdus unicolor) a madarak osztályának verébalakúak (Passeriformes) rendjébe és a rigófélék (Turdidae) családjába tartozó faj.

## Rendszerezése
A fajt Samuel Tickell brit ornitológus írta le 1833-ban.

## Előfordulása
Banglades, Bhután, India, Nepál és Pakisztán területén honos. Kóborlóként Afganisztánban és Németországban is észlelték. 
Természetes élőhelyei a szubtrópusi vagy trópusi száraz erdők, mérsékelt övi erdők és gyepek, valamint ültetvények és vidéki kertek. Vonuló faj.

## Megjelenése
Testhossza 25 centiméter, testtömege 57-75 gramm.
|  |

## Természetvédelmi helyzete
Az elterjedési területe nagyon nagy, egyedszáma viszont ismeretlen. A Természetvédelmi Világszövetség Vörös listáján nem fenyegetett fajként szerepel.